# Need for Speed: Carbon
Need for Speed: Carbon, còn được biết đến là NFS Carbon hay NFSC là một trò chơi điện tử của hãng Electronic Arts trong dòng game Need for Speed. Phát hành năm 2006, nó là phiên bản thứ mười, kế thừa từ phiên bản Need for Speed: Most Wanted, phiên bản kế thừa nó là Need for Speed: ProStreet theo thứ tự phát hành và Need for Speed: Undercover theo thứ tự thời gian. Đây là trò chơi đầu tiên nhận được xếp loại trò chơi theo tuổi của PEGI là 12+. Trò chơi này là phần tiếp theo của Need for Speed: Most Wanted. Khu vực trong trò chơi của cả hai Most Wanted (Rockport) và Carbon (Palmont) đều được xuất hiện trong trò chơi trực tuyến phát hành năm 2010, Need for Speed: World.
Phiên bản PlayStation Portable, Nintendo DS và Game Boy Advance được gọi là Need for Speed Carbon: Own the City, lấy bối cảnh ở một thành phố hư cấu tên là Coast City với cốt truyện và cách chơi đồng đội có nhiều điểm khác biệt lớn. Năm 2009, một phiên bản của Own the City đã được phát hành cho Zeebo dưới dạng cài đặt sẵn, mặc dù nó được bán như một phiên bản chính thức của Need for Speed: Carbon, tạo ra một vài lộn xộn trong việc xác định phiên bản nào thực sự được phát hành.

## Cốt truyện

### Need for Speed: Carbon
Người chơi lái xe đến thành phố Palmont sau khi chạy thoát khỏi cảnh sát Rockport, khi một ký ức về một cuộc đua với Kenji, Angie, và Wolf tái hiện lại trong tâm trí người chơi. Một cảnh sát đi tới vào cuối cuộc đua và người chơi buộc phải nhanh chóng rút khỏi Palmont. Vào những ngày đó, hạ sĩ cảnh sát cũ, giờ đã trở thành thợ săn tiền thưởng, Cross (được đóng bởi Dean McKenzie) với chiếc xe Chevrolet Corvette Z06 của mình, (trước kia là Chevrolet Corvette C6) rượt theo người chơi xuống dưới đồi, lái xe ngay phía trước chiếc BMW M3 GTR của người chơi giành được từ tay của Razor trong Need for Speed: Most Waned, và tại đây người chơi bị thất bại. Ngay trước khi Cross có thể bắt người chơi, Darius (do Tahmoh Penikett đóng) và bè lũ của anh ta đến. Darius thanh toán tiền cho Cross, và tại đây người chơi gặp Nikki (do Emmanuelle Vaugier đóng).
Darius yêu cầu người chơi, với sự giúp đỡ của Nikki, đánh bóng lại hình ảnh của mình bằng cách đánh bại những đội đua địch thủ để giành lấy lãnh thổ và đòi lại danh tiếng. Chiến thắng từng cuộc đua một, người chơi giành lấy các lãnh thổ và cuối cùng là các khu vực của Kenji (Downtown), Angie (Kempton), và Wolf (Fortuna). Sau khi đánh bại một tay đua, người chơi sẽ gặp một thành viên cũ từ đội đua của tay đua đó, người muốn gia nhập đội đua của người chơi và tiết lộ những gì họ quan sát được trong đêm người chơi rời Palmont.
Sở hữu toàn bộ khu vực, Darius yêu cầu được gặp người chơi. Hắn ta tiết lộ rằng hắn chỉ dùng người chơi để có nhiều lãnh thổ hơn và hắn đang cùng Cross phục kích để bắt người chơi. Khi Darius rời đi, người chơi, trên bờ vực bị bắt bởi Cross, được cứu bởi Nikki, người nói với người chơi rằng cô đã nhận ra mọi thứ đã diễn ra vài tháng trước đó sau khi chắp nối những gì cô đã thấy vào đêm đó cùng với những quan điểm của các tay đua khác. Nhận thấy rằng Darius cuối cùng phải có trách nhiệm pháp lý đối với sự sụp đổ của người chơi vào đêm tai hại đó, Nikki đứng về phía người chơi và rời bỏ Darius. Trong khi đó, Darius thuê ba tay đua trùm trước (Kenji, Angie, và Wolf) vào đội đua của mình, Stacked Deck. Người chơi sau đố cố gắng chinh phục Silverton, trục xuất Darius và đội đua Stacked Deck của anh ta, để làm sạch danh tiếng của người chơi.
Chiến thắng trước Stacked Deck, người chơi có cơ hội để đánh bại Darius để giành quyền kiểm soát cả Palmont. Đoạn cuối của trò chơi, Darius giao nộp chiếc xe Audi Le Mans Quattro cho người chơi và nói: "hãy tận hưởng đi, luôn có ai đó ngoài kia nhanh hơn ngươi, và sớm hay muộn thì họ cũng sẽ bắt kịp ngươi,...", trước khi rời khỏi Palmont.

### Need for Speed Carbon: Own the City
Khác hẳn với cốt truyện trên, Người chơi tham gia vào một cuộc đua cạnh tranh với người anh trai lớn tuổi mình tên là Mick và một số tay đua khác để giành lấy sự nắm quyền kiểm soát của thành phố Coast City. Một tai nạn đáng tiếc xảy ra bất ngờ tông vào cả hai anh em khiến họ nằm trong bệnh viện. Người chơi bị tổn thương và mất trí nhớ. Không may thay, Mick qua đời và toàn thành phố đã bị phân mảnh thành từng lãnh thổ, kiểm soát bởi từng đội đua. Sara (bạn gái của Mick) và Carter (trợ thủ của người chơi) đến thăm và giúp Người chơi nhớ lại những ký ức về cuộc đua trước.
Người chơi quay lại tham gia các cuộc đua trong thành phố để tìm thủ phạm nào đã giết Mick. Họ phải hoàn thành các cuộc đua trong lãnh thổ, giành lại lãnh thỗ của anh trai mình và điều tra họ còn nhớ gì về cái đêm tai nạn ấy. Mỗi trưởng nhóm của từng đội đua sẽ cung cấp thông tin về đêm tai nạn kinh hoàng đã giết Mick nếu Người chơi thắng họ trong cuộc đua đối đầu.

## Bối cảnh
Trò chơi được đặt trong một thành phố hư cấu là Palmont. Có ba hẻm núi lớn: East, West, và Carbon Canyons. Một vùng thủ phủ ven biển rộng lớn bao phủ vùng phía tây nam của thành phố. Cũng có vài sông và hồ lớn gần Carbon Canyon. Lúc bắt đầu trò chơi, thành phố được chia thành bốn khu riêng biệt: Kempton (Đông nam), Downtown, Fortuna (phía Đông/phía Tây/Suburban Palmont) và Silverton (Khu nghỉ dưỡng/Khu Casino/phía Bắc). Mỗi vùng đều có một đội đua lớn. Tuy vậy, khi bạn hoàn thành chế độ Career, Palmont không còn bị chia ra thành các khu vực khác nhau nữa, vì tất cả lãnh thổ đều đã thuộc về người chơi. Có một hệ thống đường cao tốc đi xuống trung tâm thành phố. Thành phố Palmont còn xuất hiện trong Need for Speed: World, cùng với thành phố Rockport trong Need for Speed: Most Wanted.
Đối với Need for speed Carbon: Own the city, thành phố được mô phỏng như Rockport trong Need for Speed: Most Wanted. Mặc dù thành phố này không có phần rìa của bãi biển Camden Beach, cũng không có những hẻm núi lớn như phần Carbon trên.

## Cách chơi
Cách chơi dựa trên kiểu đua xe đồng đội đường phố. Người chơi điều hành một đội đua và có thể thuê những tay đua đường phố vào đội đua của mình, và tay đua đang hoạt động có vai trò là người yểm trợ. Mỗi tay đua được thuê đều có hai khả năng, một là khả năng đua xe (scout, blocker, và drafter) và còn lại, không phải là khả năng đua (gồm fixer, mechanic, và fabricator). Mỗi khả năng có những tính chất riêng từ việc tìm đường tắt (scout) cho đến việc giảm thiểu sự can thiệp của cảnh sát. Những chiếc xe do các tay đua này lái cũng có sự khác biệt, blockers (ngăn chặn đối phương vượt qua người chơi) lái những chiếc xe khỏe (muscles), drafters (chạy trước người chơi tạo ra vùng áp suất thấp làm tăng tốc độ xe người chơi) lái siêu xe (exotics) còn scouts (tìm đường tắt) lái những chiếc tuners (mặc dù hai tay đua yểm trợ đầu tiên được mở khóa (Neville và Sal) lái những chiếc xe có đặc tính tùy thuộc vào đặc tính của chiếc xe mà người chơi chọn khi bắt đầu trò chơi). Trong chế độ Career, người chơi phải chiến thắng các vòng đua để chinh phục các lãnh thổ và đối đầu với các tay đua trùm để giành lấy các khu vực.
Không giống Need for Speed: Most Wanted và Need for Speed: Underground, Carbon không có chế độ Drag. Tuy vậy, Carbon lại nhấn mạnh chế độ đua Drift, chế độ đua đã xuất hiện trong Underground và Underground 2, nhưng lại bị bỏ sót trong phiên bản đi trước của Carbon, Most Wanted. Bên cạnh Drift, Carbon còn có một chế độ đua hoàn toàn mới, Canyon Event (đua trên đèo), dựa trên những cuộc đua Touge của Nhật Bản. Có bốn loại Canyon Event: Canyon Duel, Canyon Sprint, Canyon Checkpoint và Canyon Drift. Một điểm đáng chú ý là chế độ Lap Knockout đã bị bỏ sót. Bên cạnh đó, chế độ Tollbooth trong Most Wanted đã bị đổi tên thành "Checkpoint" trong Carbon.
Người chơi có thể tải những tấm ảnh chụp màn hình khi đang chơi lên Need for Speed website, làm đầy đủ các thông số và nhũng sự bổ sung. NFS Carbon là trò chơi Need for Speed đầu tiên nhấn mạnh chế độ chơi trực tuyến. Các chế độ Pursuit Knockout và Pursuit Tag cho phép người chơi có thể vào vai cảnh sát hoặc tay đua. Pursuit Knockout là một vòng đua loại trực tiếp với nhiều đoạn cua vòng. Các tay đua bị loại ra khỏi cuộc đua sẽ trở lại trong vai cảnh sát, cố gắng ngăn chặn các tay đua hoàn thành vòng đua bằng các thiết bị cần thiết. Tay đua nào hoàn thành được vòng đua sẽ chiến thắng. Pursuit Tag bắt đầu với một người chơi trong vai tay đua và những người chơi còn lại là cảnh sát. Nhiệm vụ của các cảnh sát là bắt tay đua. Người chơi là cảnh sát sau khi bắt được tay đua sẽ trở thành tay đua và phải trốn chạy cảnh sát. Người chơi nào ở trong vai tay đua lâu nhất sẽ là người thắng cuộc.
Một điểm nổi bật của phiên bản này là trò chơi chỉ diễn ra vào ban đêm, tương tự như trong Underground và Underground 2
Need for speed Carbon: Own the city không có chức năng đua trên đèo (Canyon race) nhưng lại có phần Knockout và chế độ rượt đuổi bởi cảnh sát trên nền tảng PSP và Zeebo.

## Điều khiển
Cách điều khiển trò chơi biến đổi từ console đến console. Trên hệ máy PlayStation 3 và Xbox 360, người chơi điều khiển thông qua bảng điều khiển cầm tay, trong khi điều khiển tiến lên, phanh lại và những sự điều khiển khác có thể được tạo và sắp xếp lên những nút khác nhau trên bộ điều chỉnh. Tay lái Driving Force GT và G27 có thể được dùng, và Carbon là trò chơi Need for Speed đầu tiên bổ sung các thiết bị hỗ trợ chơi game và vòng quay 90 độ. Trên Windows, cần điều khiển và bánh lái có thể được sử dụng, cũng như các thiết bị hỗ trợ chơi game. Trên máy Wii thiếu chế độ chơi trực tuyến, nhưng nó lại hỗ trợ sử dụng Wii Remote.

## Đặc điểm

So sánh giữa Audi Le Mans Quattro và Lamborghini Muciélago LP640 trong chức năng "Autosculpt" của trò chơi.

Need for Speed: Carbon nêu bật một tùy chọn tinh chỉnh xe được gọi là "Autosculpt", cho phép người chơi tận dụng các phần xe sau khi mua và tạo hình các phần theo ý thích. Người chơi cũng có các tùy chỉnh về hoa văn và họa tiết trên xe. Việc độ performance đã được làm lại, vì vậy người chơi, sau khi mua các nâng cấp, có thể độ chiếc xe lên về một số tính chất, như nâng cao tốc độ tối đa hay gia tốc. Không giống như Most Wanted, việc độ xe được thực hiện bên trong Safe Houses.
Người chơi chỉ có thể đua Boss Race trong chế độ Career. Hầu hết những điểm nổi bật của Carbon nằm ở những đường đua đèo đa dạng mà trên thực tế đó là chủ đề chính của trò chơi. Người chơi phải đua với những tay đua khác, drift (đua lết bánh) qua những con đèo, hoặc đối mặt với đối thủ trong một cuộc đấu một chọi một được biết đến với cái tên "Canyon Duel", dựa theo những cuộc đua Touge của Nhật Bản. Sự kiện đua này có hai giai đoạn: Trong giai đoạn đầu, bạn theo sau đối phương và tích lũy điểm, điểm sẽ tăng nhanh nếu bạn theo càng sát đối thủ. Trong giai đoạn hai, đối phương sẽ theo sau bạn và điểm của bạn sẽ bị giảm dần, đối phương càng gần bạn thì điểm giảm càng nhanh. Sau giai đoạn hai, nếu điểm của người chơi là dương thì sẽ chiến thắng, còn ngược lại thì sẽ thua cuộc. Nếu tay đua nào đang là người đi sau mà vượt qua được đối phương và giữ được 10 giây thì sẽ chiến thắng chung cuộc.
Cũng như Most Wanted, cảnh sát có ở mọi nơi trong Carbon. Cuộc truy đuổi có thể xảy ra bất cứ lúc nào, bao gồm ở chế độ đi rong tự do (Free Roam Mode), khi đang đua, hoặc khi một cuộc đua vừa mới kết thúc. Một số cuộc đua sẽ không xuất hiện cảnh sát, chẳng hạn như đua đèo (Canyon races) hoặc đua tính giờ (Checkpoint races). Giống như Most Wanted, có 5 tình trạng truy đuổi (heat level). Người chơi phải thật cẩn thận để tránh bị truy đuổi bởi chính quyền của tiểu bang hoặc liên bang. Chế độ Collector's Edition nêu bật thêm ba "heat levels". Mặc dù hệ thống truy đuổi tương tự như trong Most Wanted, đặc điểm này đã được lập trình lại trong Carbon để đảm bảo rằng cảnh sát sẽ không quá mạnh trong những cuộc truy đuổi có "heat levels" cao.
Người chơi có thể chọn những chiếc xe được chia thành 3 nhóm: Tuners, Muscles (xe cơ bắp), và Exotics (siêu xe). Mỗi chiếc xe có một đặc tính riêng như dễ dàng lái qua những góc cua hay thể hiện sự cân bằng tốt. Những chiếc xe dùng trong "Quick Races" sẽ được mở khóa cùng với tiến trình của trò chơi.
Phiên bản Own the City có cái nhìn khác đôi chút đối với các nhóm xe, bên cạnh đó, nhiều khu vực nguyên bản có chút biến đổi. Phiên bản này có nhiều chế độ chơi mới, như "Escape", trong đó người chơi phải thoát khỏi vùng lãnh thổ của đối phương, "Delivery", trong đó người chơi và đội đua của mình phải là đội đầu tiên chuyển một kiện hàng đến một vùng đã chỉ định để chiến thắng và "Crew Takedown", người chơi phải loại ra một số lượng đối thủ đã định sẵn để giành chiến thắng. Phần quản lý đội đua cho phép thuê 5 người yểm trợ cho mỗi đội, với 2 người có thể tham gia cuộc đua. Người chơi có thể sử dụng đội đua cho tất cả các cuộc đua ngoại trừ chế độ Lap Knockout, Escape và Crew Takedown. Thành phố cũng được chia làm nhiều vùng, với tổng cộng 6 quận và 13 vùng. Mỗi vùng bị chinh phục sẽ đem đến những người yểm trợ mới. Người yểm trợ cũng được chia thành nhiều nhóm; một "brawler" giúp hạ gục các tay đua; "drafter" làm tăng tốc xe người chơi và "assassins", cứu người chơi khỏi các dải đinh trên đường đồng thời nhắm cho đối phương.

## Xe
Sau đây là danh sách những chiếc xe xuất hiện trong Need for Speed: Carbon":
| - 2006 Alfa Romeo Brera - 2006 Aston Martin DB9 - 2006 Audi R8 - 2003 BMW M3 GTR - 2007 Chevrolet Camaro Concept - 1969 Chevrolet Camaro SS - 1970 Chevrolet Chevelle SS - 2006 Chevrolet Corvette Z06 - 2006 Chrysler 300C SRT8 - 1971 Dodge Challenger R/T - 2006 Dodge Challenger Concept - 1969 Dodge Charger R/T - 2006 Dodge Charger SRT-8 - 2006 Dodge Viper SRT-10 Coupe - 2005 Ford GT - 2006 Ford Mustang GT - 2003 Infiniti G35 - 2007 Jaguar XK - 2006 Koenigsegg CCX - 2005 Lamborghini Gallardo - 2004 Lamborghini Murcielago - 2007 Lamborghini Murcielago LP640 - 2001 Lexus IS300 - 2004 Lotus Elise - 2006 Lotus Europa S - 2007 Mazda Mps 3 - 1995 Mazda RX-7 - 2004 Mazda RX-8 | - 2005 Mercedes-Benz CLK500 - 2005 Mercedes-Benz SL65 AMG - 2004 Mercedes-Benz SLR McLaren - 1999 Mitsubishi Eclipse GSX - 2006 Mitsubishi Eclipse GT - 2005 Mitsubishi Lancer Evolution IX MR Edition - 1992 Nissan 240SX - 2006 Nissan 350Z - 1999 Nissan Skyline R34 GT-R - 2006 Pagani Zonda F - 1970 Plymouth Hemi Cuda - 1969 Plymouth Road Runner - 2004 Pontiac GTO - 2006 Porsche Carrera GT - 2006 Porsche Cayman S - 2007 Porsche 911 Turbo - 2006 Porsche 911 GT3 RS - 2005 Renault Clio V6 - 1967 Ford Mustang Shelby GT500 - 2007 Ford Mustang Shelby GT500 - 2006 Subaru Impreza WRX STi - 1985 Toyota Corolla GT-S - 1993 Toyota MR2 - 1998 Toyota Supra - 2005 Vauxhall Monaro VXR - 2006 Volkswagen Golf R32 - 2005 Volkswagen Golf GTI |

## Soundtrack
Bình thường, một bài hip hop/grime sẽ được chơi khi người chơi lái một siêu xe, nhạc điện tử khi lái một chiếc tuner, và nhạc rock khi lái một chiếc muscle, tuy nhiên, người chơi có thể tắt chế độ này.
Các bài hát được chơi trong SafeHouse, trong menu của trò chơi hay trong một số cuộc đua được soạn ra bởi một kỹ xảo từ Thụy Điển có tên là Ekstrak.
Những bài nhạc khác, chủ yếu được chơi trong các cuộc đua lớn, như Race Wars và Canyon Battles đều mang phong cách của Ekstrak. Nhũng bản nhạc này bao gồm một số bản được sáng tác bởi Trevor Morris, người đang làm việc cùng Steve Jablonsky cho trò chơi Command & Conquer 3: Tiberium Wars.

## Sự đón nhận
Trò chơi được nhiều tạp chí đánh giá tốt. PC Format đưa ra số điểm 7,8/10 với nhận xét: "đủ để hấp dẫn", nhưng thiếu đi sự sáng tạo. IGN đưa ra số điểm 7,9/10 cho hệ máy PS3 và 8,2/10 cho hệ máy Xbox 360 với nhận xét là: "Không mang tính đột phá, không phải là xuất sắc nhưng nó tốt và có những cuộc đua sâu sắc".
Electronic Gaming Monthly cho điểm 8,0. Hyper của Daniel Wilks nhận xét trò chơi về "thế giới trong game rộng lớn" nhưng lại phê bình về "sự dễ dàng, chế độ đua lết bánh và diễn viên trong các đoạn cắt cảnh" của trò chơi.
Good Game, một show nói chuyện về trò chơi video của Úc đưa ra số điểm 5,0/10.